# Juraj Sincel
Juraj Sincel (grč.  Γεωργιος Συνκέλλος, lat. Georgius Syncellus)(umro poslije 810.) bio je bizantski kroničar, povjesničar i bogoslov. Živio je mnogo godina u Palestini, navjerojatnije u staroj lavri sv. Karitona ili Souka kod Tekoe kao redovnik. Potom je otišao u Carigrad, gdje su ga odredili za syncellusa (doslovno na hrvatskom: drug iz ćelije) carigradskom patrijarhu Taraziju. Poslije se je povukao u samostan namjeravajući pisati svoj veliki rad, kroniku svjetske povijesti Ekloge chronographias (Ekstrakt kronografije). Prema protupapi Antastaziju III., Juraj se "borio protiv krivovjerja (t.j. ikonoklazma) te su ga kažnjavali vladari koji su se bunili protiv crkvenih obreda". Povjesničari sumnjaju u točnost ove tvrdnje.

## Vanjske poveznice
- Izabrani radovi
- George Syncellus, članak iz Katoličke enciklopedije